# Addis-Abeba
Cette page contient des caractères éthiopiques. En cas de problème, consultez Aide:Unicode ou testez votre navigateur.
Ne doit pas être confondu avec Addis Abebe.
Addis-Abeba (/adis‿abeba/ ; en amharique : አዲስ አበባ, Addis Abäba, /adˈdis ˈabəba/ , « Nouvelle fleur » ; en oromo : Finfinnee, « Source naturelle ») est la capitale de l'Éthiopie. Cette ville d'une superficie de 526,47 km2 et peuplée de plus de trois millions d'habitants accueille depuis 1963 le siège de l'Union africaine.
Addis-Abeba est située au centre du pays, sur un plateau à une altitude comprise entre 2 300  et   2 600 mètres, ce qui lui vaut d'être la capitale la plus élevée d'Afrique et la cinquième au niveau mondial.

## Histoire

### Avant la fondation
La région dans laquelle a été fondée Addis-Abeba est appelée Finfinnee par la population locale : les Oromos Goullelés. La zone bénéficie d'une faune et d'une flore particulièrement riches. Au sud-ouest, on trouve les montagnes Wachacha et au nord, les collines d'Entoto. Celles-ci constituent, avant la fondation d'Addis-Abeba, le lieu où Menelik II et son épouse Taytu Betul se sont installés. Ce lieu porte alors le nom de Fell-Wa. Menelik choisit le nom de Adhis-Ababa (Addis-Abeba) le 4 novembre 1887. Le choix du déplacement vers l'actuelle Addis-Abeba s'explique par la rudesse du climat d'Entoto, froid et venteux. En effet, le couple impérial a pris comme habitude de séjourner aux sources thermales de Filoha situées à une altitude moins élevée.
En 1886, alors que Taytu admire le paysage, elle aperçoit une fleur d'une rare beauté. Enchantée par le climat tendre, elle demande à son époux la possibilité de construire une maison dans la zone. Favorable à cette idée, Menelik II prépare le début des travaux et promet à Taytu de lui offrir le terrain de la future résidence. La sélection de l'emplacement précis de la fondation d'Addis-Abeba fait suite à une prophétie du grand-père de Menelik II, Sahle Selassié, negus du Choa de 1813 à 1847. À cette époque, durant une partie d'échecs, il déclare : « Ce pays est couvert de broussailles et de végétation, mais un jour viendra où mon petit-fils construira ici une maison et y fondera une ville ».
C'est à l'endroit précis où son grand-père a pratiqué l'escrime que Menelik II décide de fonder la ville. Le nom est un choix de Taytu. Celle-ci, restée frappée par une fleur qu'elle n'a jamais aperçue auparavant, décide de baptiser la ville Addis Abeba, la « Nouvelle fleur » en amharique.

### Début du développement

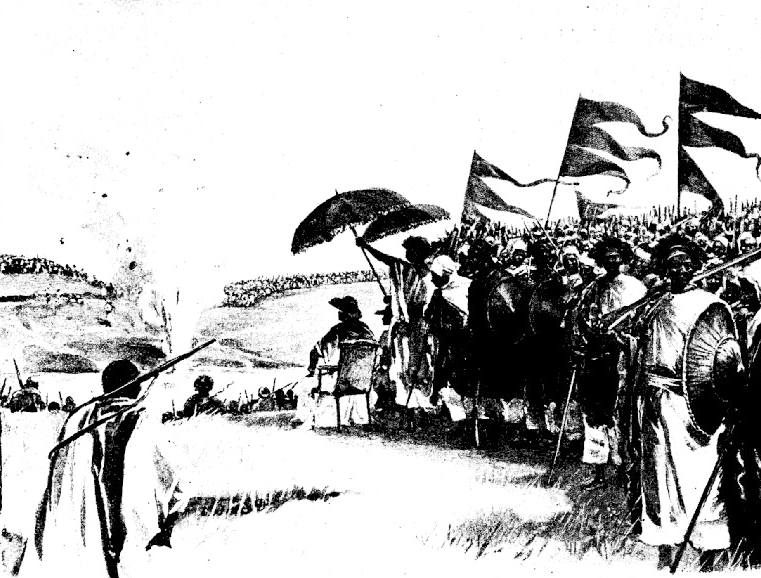
L'empereur Ménélik II (assis au centre de l'image) avec sa suite observant des essais de dynamite près d'Addis-Abeba au début des années 1890.

Taytu Betul ordonna rapidement le début des constructions qu'elle observait depuis Entoto. Addis Abeba devint véritablement une ville et se développa avec l'implantation de la souveraine, de dignitaires et de soldats. Toujours en 1886, Menelik II ordonna la construction d'un palais à Addis Abeba. À cette époque, la ville était principalement occupée et administrée par des militaires. À la suite de la famine de 1889-1892 et à la victoire d'Adoua en 1896, de nombreuses personnes s'installèrent à Addis Abeba dont des ressortissants étrangers. Progressivement, la ville fut administrée de manière civile. Les terres appartenaient à Menelik qui accorda d'importants espaces à des nobles et à diverses églises, des résidences y furent construites à l'intérieur des sefer (sorte de domaines) qui étaient administrés par les nobles à leur tête.

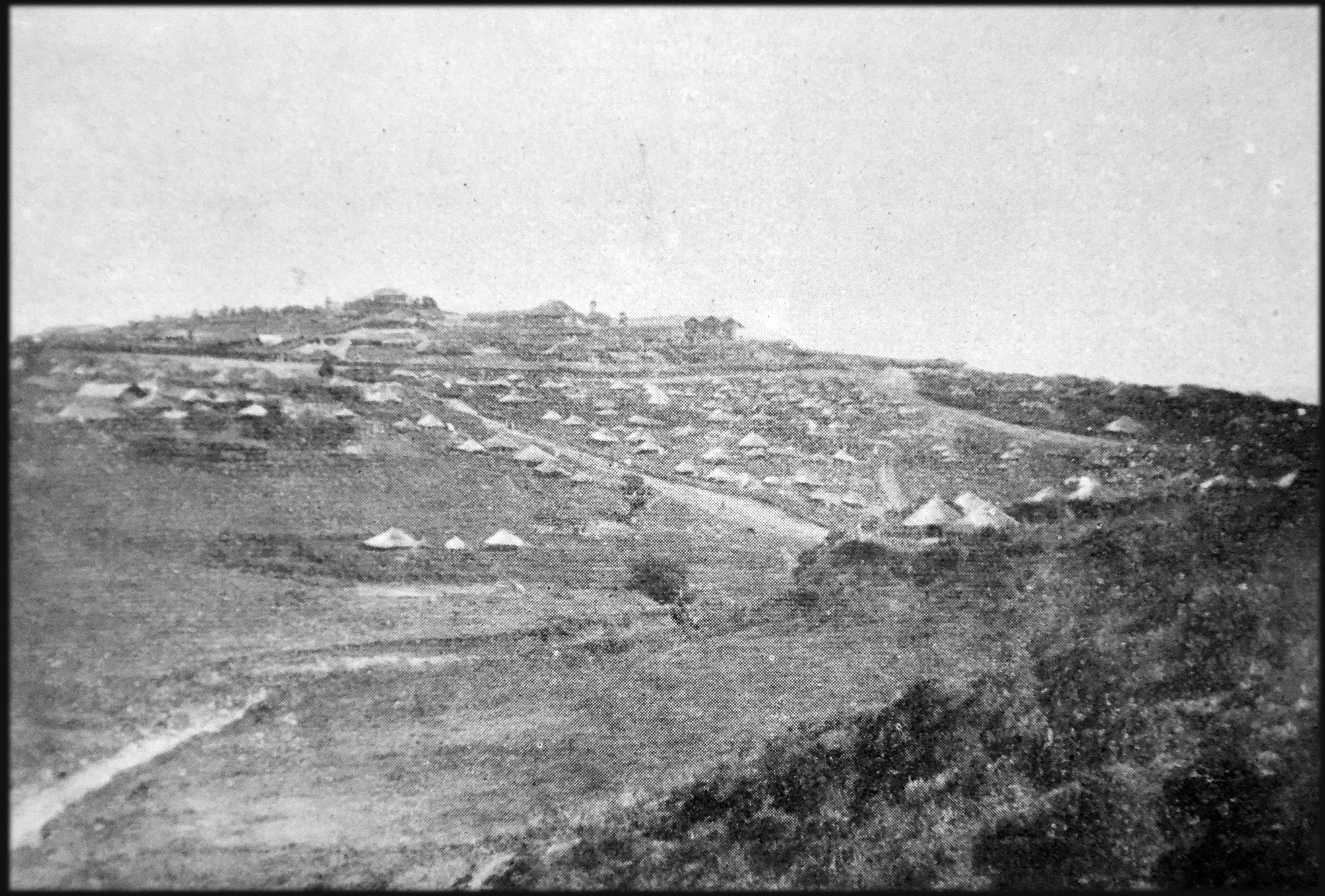
Le palais de Ménélik en 1902.

Le palais du Negusse negest était le plus vaste et organisé des sefers de la capitale, il se trouvait au nord-est de la source thermale ; à la suite d'un incendie en 1892, Menelik décida d'y bâtir un palais encore plus vaste entouré par une cinquantaine d'habitations et équipé d'un système d'approvisionnement en eau élaboré par Alfred Ilg, un ingénieur suisse ; plusieurs menuisiers indiens participèrent également à la construction. Peu à peu de nouvelles populations venant de toutes les provinces éthiopiennes s'installèrent à proximité du palais. En 1893, Ilg conseilla à Menelik, à la suite de la suggestion d'un fonctionnaire égyptien, de bâtir une mosquée pour les Éthiopiens musulmans car il n'y avait dans la capitale aucune mosquée ou cimetière musulman. Le souverain accepta la construction de la mosquée Al-Nour (derrière l'ancienne poste) et d'un cimetière.
Au début du XXe siècle, Addis-Abeba se développait autour de deux centres principaux : le palais impérial, centre politique, et la cathédrale Saint-Georges avec le quartier Arada formaient le centre religieux et commercial. L'Arada était un vaste marché au sud de l'église, la majorité des établissements commerciaux appartenaient à des étrangers, le quartier devenait le principal centre commercial national. Les activités commerçantes se déplaceront durant l'occupation italienne vers le quartier Mercato, l'Arade demeura un centre commercial et culturel.
La bataille d'Adoua avait contribué à renforcer la position d'Addis Abeba en tant que capitale de l'empire d'Éthiopie, quelques années plus tard, en raison du développement de la ville, les besoins en bois pour la construction et le chauffage augmentaient et la capitale connut une pénurie de bois.
Après avoir envisagé le déplacement de la capitale à Addis-Alem, Menelik abandonna l'idée à la suite des protestions des légations et à l'arrivée de l'eucalyptus, arbre à la croissance rapide ; par ailleurs, les tentes de toile blanche furent ainsi remplacées par des bâtiments en dur, dont certains sont encore visibles aujourd'hui (voir photo ci-contre de l'hôtel Taytu).

### Une modernisation impulsée par le pouvoir impérial

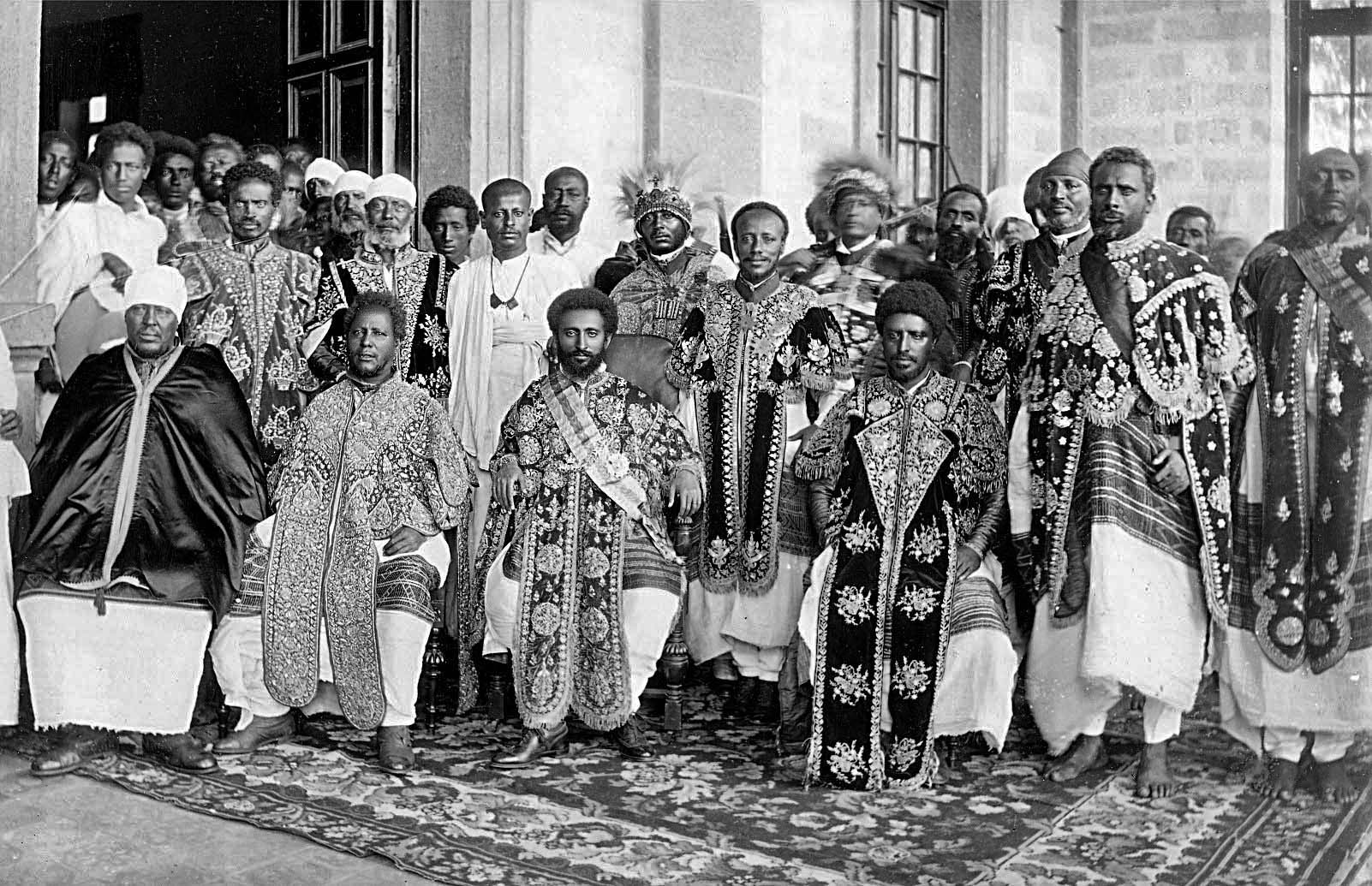
Empereur Haïlé Sélassié et dignitaires et notables de l'Empire éthiopien

Par ailleurs, un nouveau palais était déjà en construction sur place ainsi qu'une route en direction de la capitale.
Enfin, une charte foncière fut adoptée en 1907 et avec la fin de la construction du chemin de fer franco-éthiopien, Addis Abeba sortit définitivement d'une situation de perpétuelle précarité et entra dans une nouvelle phase de développement.

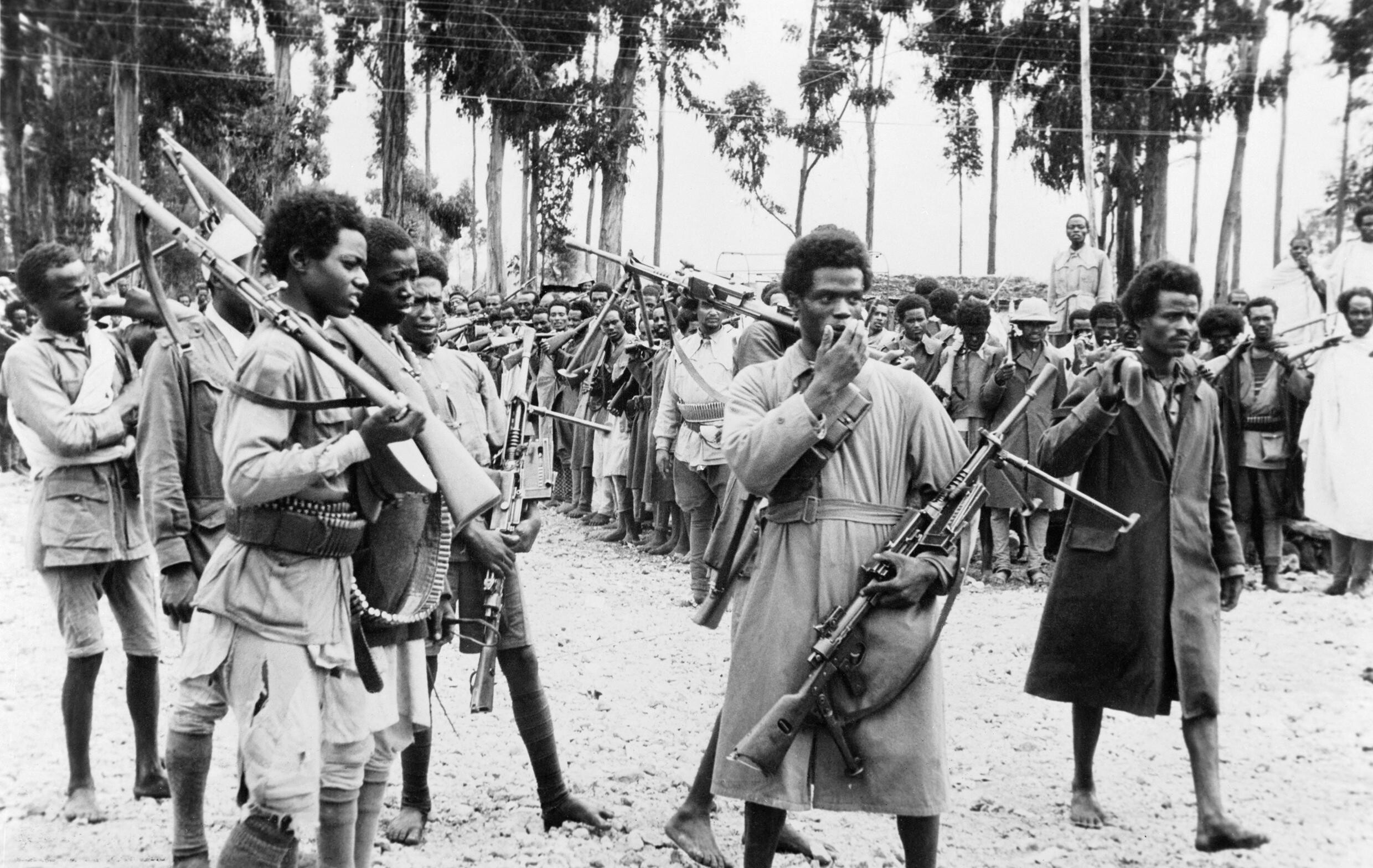
Soldats à Addis-Abeba écoutant la proclamation annonçant le retour à la capitale de l'empereur Haïlé Sélassié Ier (mai 1941).

En 1903, les tôles ondulées, désormais visibles dans toute la capitale, arrivèrent à Addis Abeba et remplacèrent progressivement les toitures de chaume.
Le début du siècle vit l'arrivée de nombreux constructeurs européens et asiatiques ainsi que des matériaux de l'extérieur.
Alfred Ilg joua un rôle important dans la construction puisque la capitale lui doit son premier pont métallique de dimensions moyennes tout comme le premier système de canalisation d'eau.
Les résidences privées construites étaient de style divers, de forme ovale comme celle du ras Mengesha Attikem, de forme rectangulaire telle que la résidence Ras Birru Wolde Gebriel ou encore du « style Addis Abeba » : deux bâtiments distincts reliés par un pont et un étage supérieur reposant sur des colonnes et solives apparentes.
Divers bâtiments publics marqués par l'influence européenne furent construits durant la même période : l'hôtel Taytu et la banque d'Abyssinie, construits en 1907, l'école Menelik II (1908), l'hôpital Menelik II (1910) et l'imprimerie nationale (1911).
Après les Indiens et les Arabes, des architectes italiens et grecs arrivèrent à Addis Abeba, dont Sebastiano Castagna, constructeur de la cathédrale Saint-Georges.
En 1906, l'architecte Rudolph Härtel arriva d'Allemagne et fut responsable de la conception de l'école Menelik II et du mausolée de ce dernier.
Addis Abeba accueille également des architectes français dont Paul Barrias qui construit la gare ferroviaire, achevée en 1929.
Les différentes célébrations impériales prirent place dans la capitale en 1917 et 1928 ainsi que l'important couronnement de Haïlé Sélassié Ier le 2 novembre 1930.
Ce dernier évènement, auquel de nombreux souverains étrangers assistèrent, fit définitivement d'Addis Abeba une ville internationalement connue.

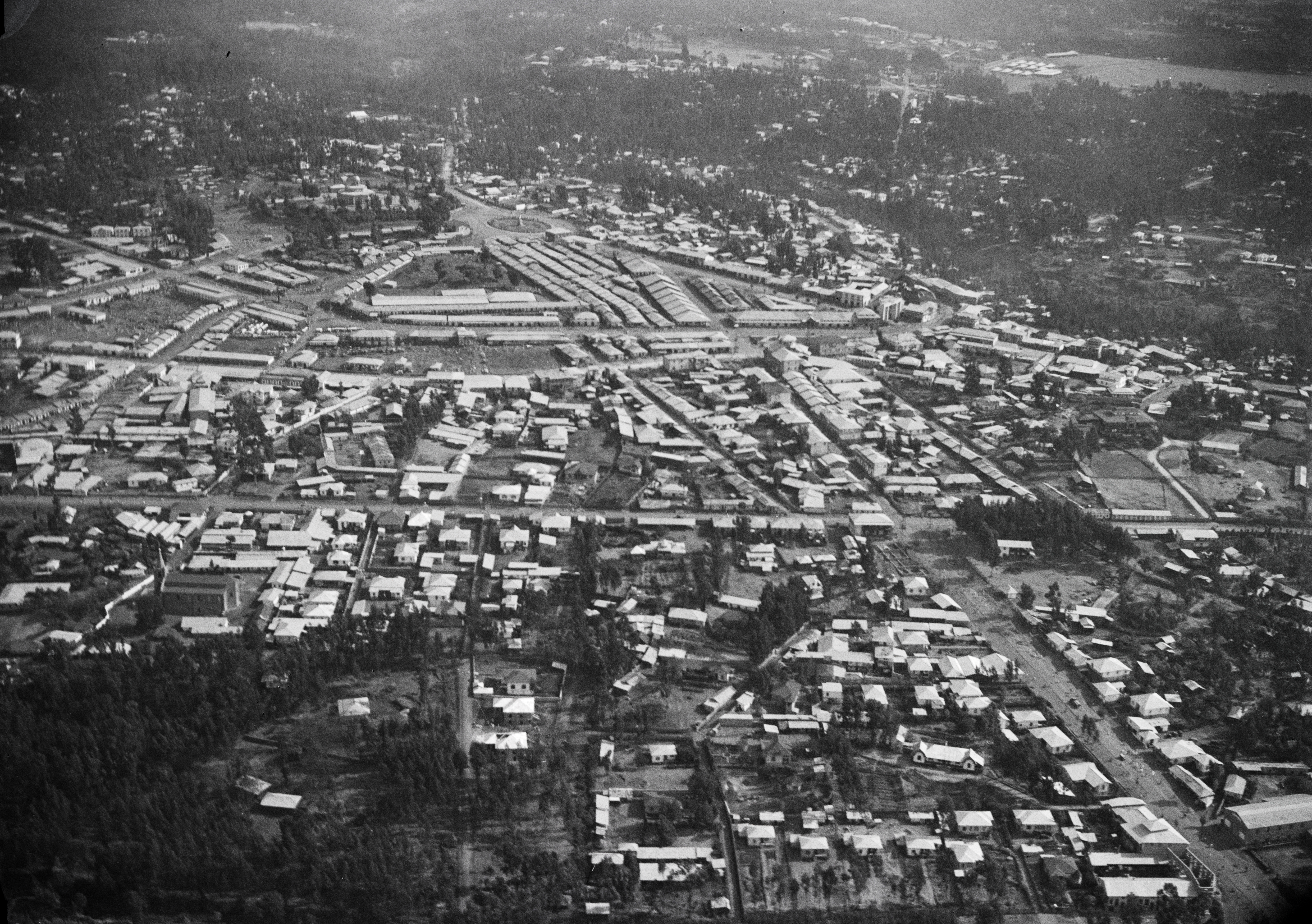
Vue aérienne de la ville en 1934.

En 1934, le Parlement conçu par l'Allemand Kametz, fut construit. Après l'éclatement de la guerre avec l'Italie, les Arbegnoch incendièrent d'importants bâtiments afin de les soustraire aux fascistes. L'occupation de la capitale débuta le 5 mai 1936, l'armée italienne dut faire face à un problème de logement.
En raison de la difficulté de transport due au relief de la ville, certains dignitaires italiens demandèrent le déplacement de la capitale vers Dessie ou un autre ville sur la route de Mojo mais Benito Mussolini s'y opposa.
Une proclamation du 15 mai 1936 demanda la réparation des édifices existants et la construction de nouveaux bâtiments.
Dès le début de l'Occupation, à la suite d'un ordre de Mussolini, certains monuments de la capitale furent retirés dont le monument du Lion de Judah et la statue équestre de Menelik II, symbole de la bataille d'Adoua.
Les Italiens rebaptisèrent des rues importantes du nom des membres de la famille royale et du gouvernement, des inscriptions en italien apparurent sur les panneaux publics tout comme des portraits de Mussolini et des haut-parleurs mis en place diffusèrent la propagande fasciste.
Addis Abeba fut le théâtre de tragiques évènements : assassinat d'Abune Petros en 1937 ou encore massacre d'une douzaine de patriotes ayant résisté contre l'occupant (1938 ?).

### Une métropole africaine

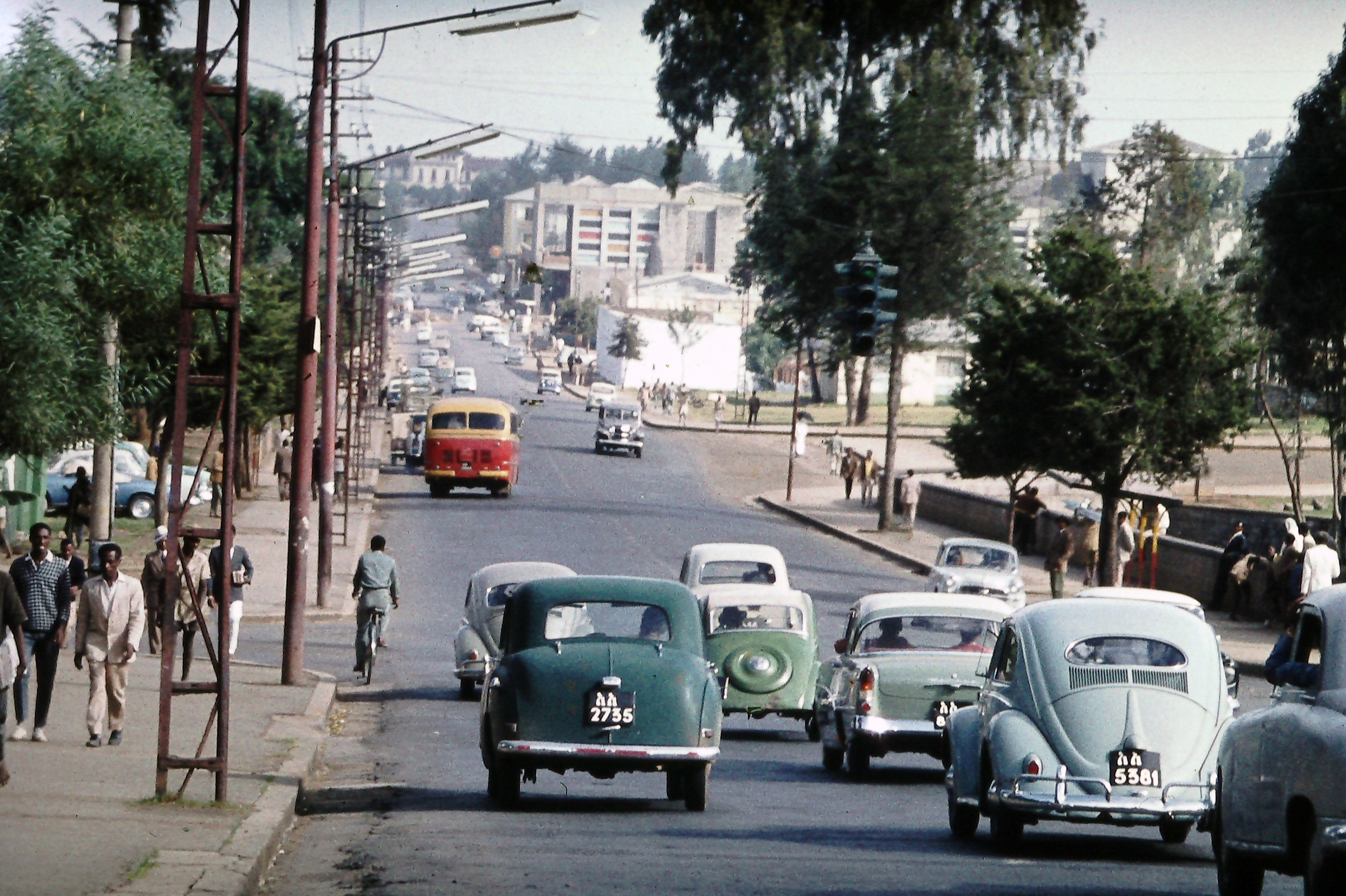
La route Churchill dans les années 1960.

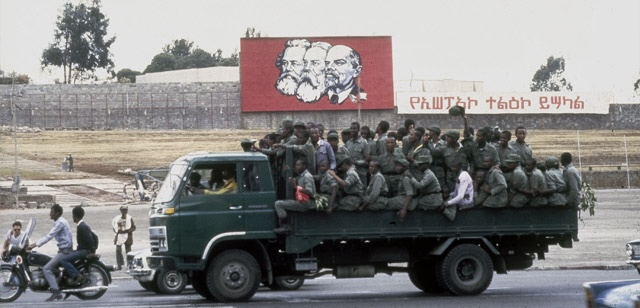
Un camion militaire passant par Abyot adäbabay durant la période communiste.

Capitale de l'Afrique à partir des années 1960, Addis fut également le lieu de la révolution menée en 1974-1975 par des militaires marxistes-léninistes. La « place de la Révolution » (Abyot adäbabay), haut lieu des manifestations du régime du dictateur Mengistu, a été rebaptisée « place de la Croix » Mesqel adebabay. Cette imposante esplanade a accueilli le 6 février 2005 un concert en l'honneur du soixantième anniversaire de la naissance de Bob Marley (Africa Unite) qui a rassemblé environ 300 000 personnes venues du monde entier.
Depuis la chute de la dictature, la ville a connu des investissements importants dans les infrastructures, notamment dans les transports. L’inauguration du métro léger en 2015 a constitué une première en Afrique subsaharienne et symbolise l’effort de modernisation des services publics dans la ville. Par ailleurs, des routes, des échangeurs, des voies rapides ont été développés pour répondre aux besoins d’une ville en croissances rapides autant démographique qu'économique.

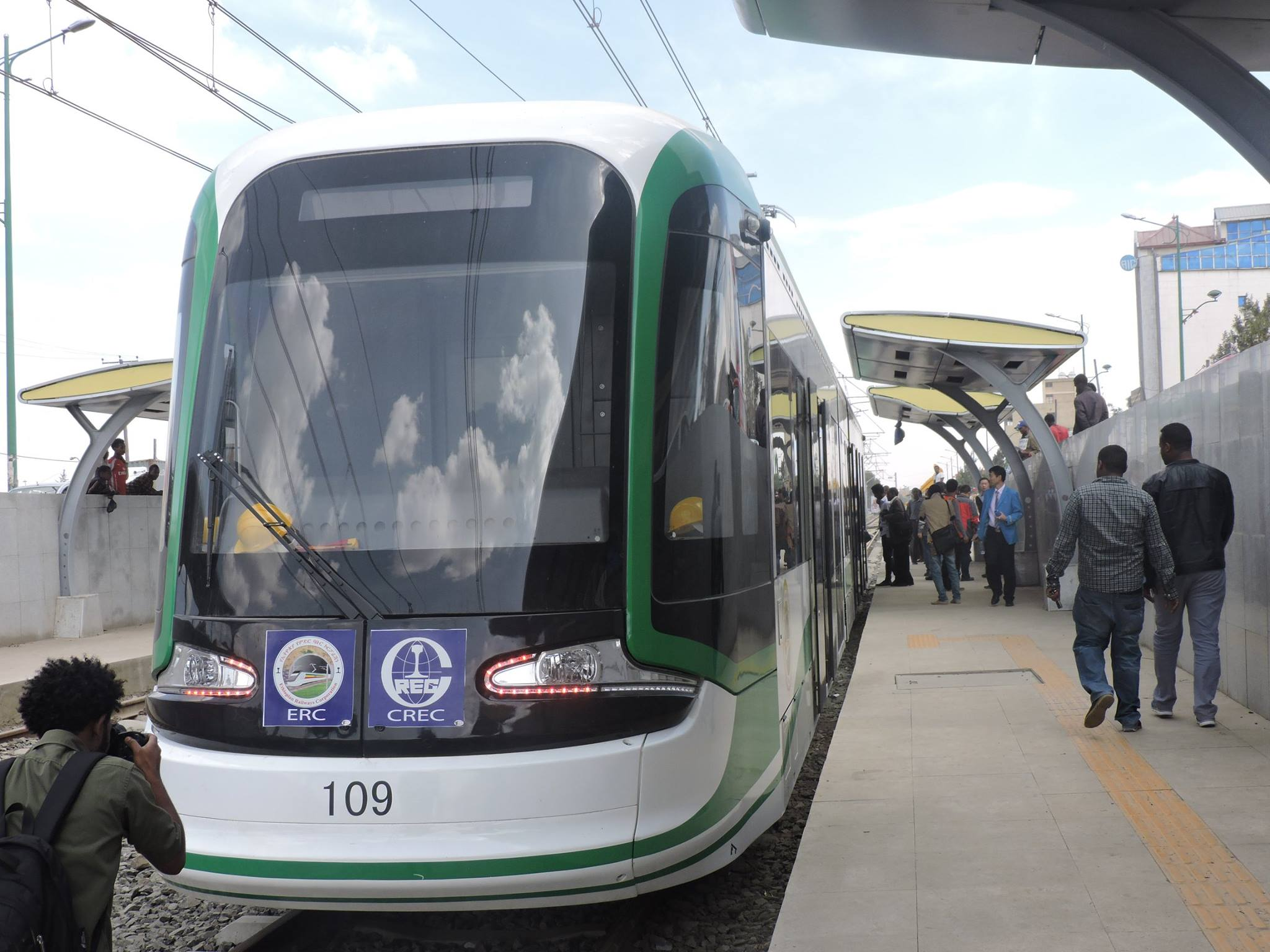
Métro léger d'Addis-Abeba en 2015.

Sur le plan économique, Addis-Abeba s’est affirmée comme le principal centre administratif, commercial et diplomatique du pays, mais aussi du continent africain, notamment en raison de la présence de l’Union africaine et d’organisations internationales. La ville a donc attiré des investissements étrangers, des sièges d’ONG et une main-d’œuvre qualifiée, tout en concentrant les inégalités sociales entre un centre modernisé et des quartiers marginaux.

## Géographie

### Climat

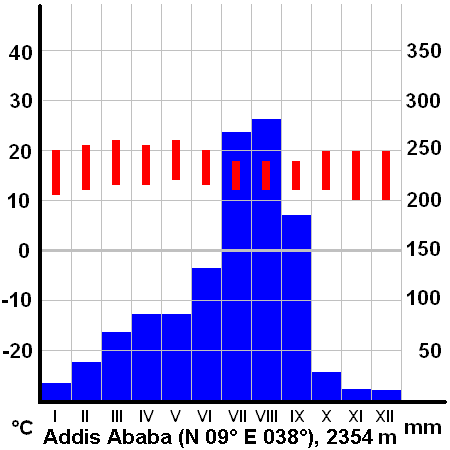
Températures et précipitations mensuelles moyennes.

Située dans la zone tropicale sèche, Addis Abeba échappe aux chaudes températures de Djibouti, à l'est, ou du Soudan, à l'ouest, grâce à l'altitude qui permet des températures relativement agréables toute l'année (voir graphique ombro-climatique ci-contre). La principale saison des pluies (krämt) a lieu de juin à septembre, et rend les rues non goudronnées difficilement praticables quoique moins poussiéreuses.
La réverbération est forte et la population s'en protège.

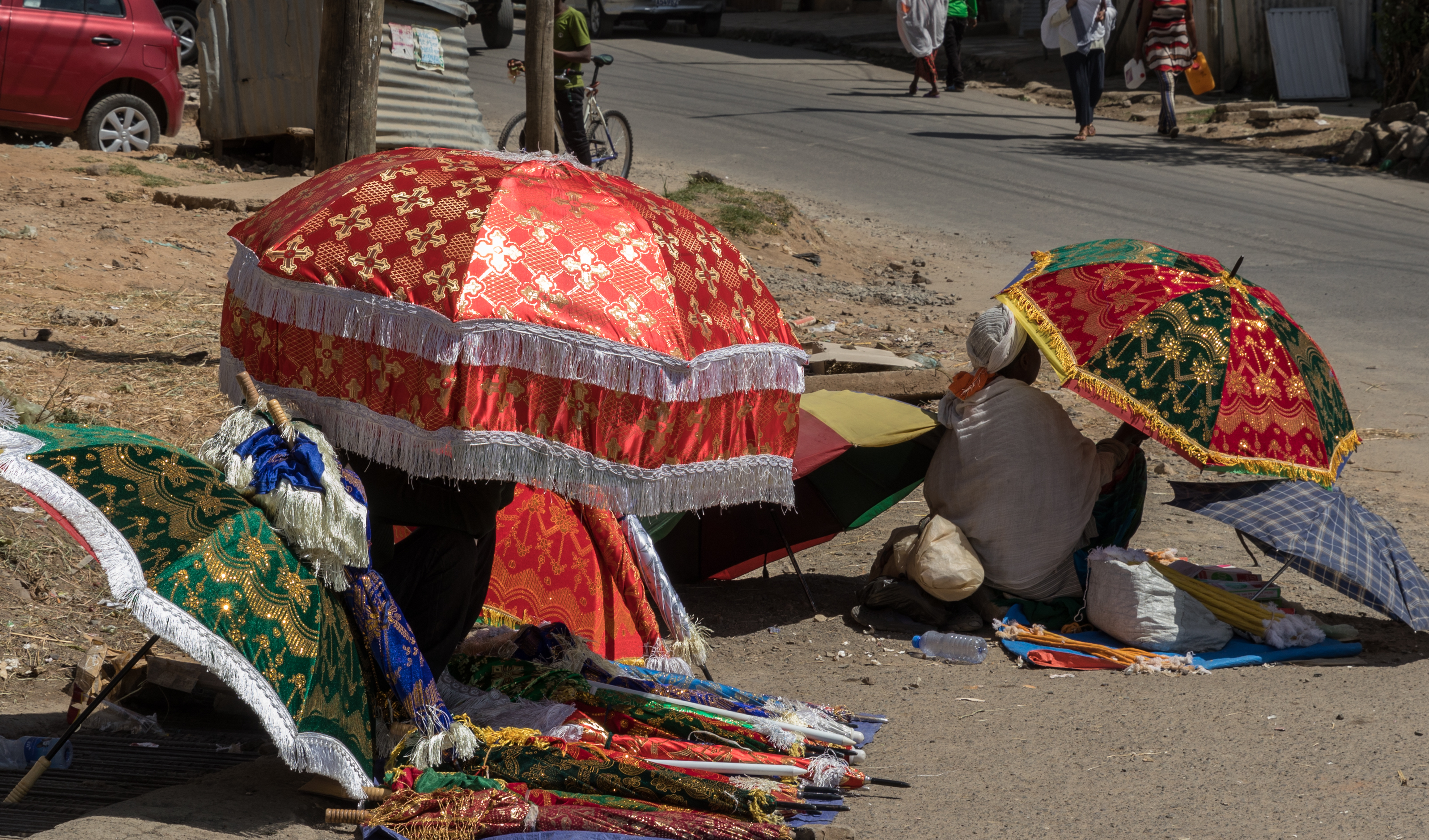
Protection contre le soleil à Addis-Abeba

### Subdivisions administratives

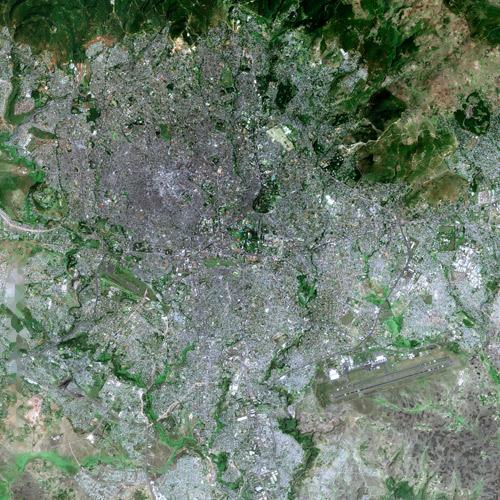
Addis-Abeba vue par le satellite SPOT.

La superficie d'Addis-Abeba est de 526,47 km2. La capitale est divisée en dix districts, appelés ክፍለ ከተማ (Kifle ketema) en amharique, et aussi en 99 quartiers (ቀበሌ (kebelés)),.
Les dix districts sont :
| N° | District         | Aire (km2) | Population | Densité  | Schéma |
| -- | ---------------- | ---------- | ---------- | -------- | ------ |
| 1  | Addis Ketema     | 7,41       | 271 644    | 36 659,1 |        |
| 2  | Akaky Kaliti     | 118,08     | 195 273    | 1 653,7  |        |
| 3  | Arada            | 9,91       | 225 999    | 23 000   |        |
| 4  | Bole             | 122,08     | 328 900    | 2 694,1  |        |
| 5  | Gullele          | 30,18      | 284 865    | 9 438,9  |        |
| 6  | Kirkos           | 14,62      | 235 441    | 16 104   |        |
| 7  | Kolfe Keranio    | 61,25      | 546 219    | 7 448,5  |        |
| 8  | Lideta           | 9,18       | 214 769    | 23 000   |        |
| 9  | Nifas Silk-Lafto | 68,30      | 335 740    | 4 915,7  |        |
| 10 | Yeka             | 85,46      | 337 575    | 3 950,1  |        |

## Politique

### Institutions internationales
Addis Abeba assume des fonctions politiques internationales depuis 1963, date de création de l'Organisation de l'unité africaine (OUA) sous le patronage d'Haïlé Sélassié Ier.
L'Africa Hall abrite aujourd'hui la Commission économique des Nations unies pour l'Afrique. Cela a valu à ce quartier, qui abrite également des palais impériaux et un grand hôtel international, des aménagements modernes autour de Ménélik II Road.
Elle accueille le nouveau siège de l'Union africaine inauguré en 2012.
La ville est le troisième pôle diplomatique mondial avec des institutions africaines, mais aussi de nombreuses organisations non gouvernementales et groupes de pression.

### Jumelages
| Ville | Ville             | Pays | Pays           | Période                    |
| ----- | ----------------- | ---- | -------------- | -------------------------- |
|       | Beer-Sheva        |      | Israël         |                            |
|       | Chongqing         |      | Chine          |                            |
|       | Chuncheon         |      | Corée du Sud   |                            |
|       | Gaï               |      | Russie         |                            |
|       | Johannesbourg     |      | Afrique du Sud |                            |
|       | Kaunas            |      | Lituanie       |                            |
|       | Khartoum          |      | Soudan         |                            |
|       | Leipzig,          |      | Allemagne      | depuis le 12 décembre 2004 |
|       | Netanya           |      | Israël         |                            |
|       | Pékin             |      | Chine          |                            |
|       | Saint-Pétersbourg |      | Russie         |                            |
|       | San Francisco     |      | États-Unis     |                            |
|       | Stockholm         |      | Suède          |                            |
|       | Tel Aviv          |      | Israël         |                            |
|       | Washington        |      | États-Unis     | depuis le 11 décembre 2013 |

## Démographie

### Évolution démographique
Depuis 1950, l'évolution démographique de Addis Abeba a été :
| 1950    | 1960    | 1970    | 1980      | 1990      |
| ------- | ------- | ------- | --------- | --------- |
| 392 000 | 519 000 | 729 000 | 1 175 000 | 1 791 000 |

| 2000      | 2010      | 2017      | 2023      | - |
| --------- | --------- | --------- | --------- | - |
| 2 377 000 | 3 126 000 | 4 216 000 | 3 945 000 | - |

| Histogramme de l'évolution démographique de Addis Abeba |           |
| \| 1950 \| 392 000 \| \| 1960 \| 519 000 \| \| 1970 \| 729 000 \| \| 1980 \| 1 175 000 \| \| 1990 \| 1 791 000 \| \| 2000 \| 2 377 000 \| \| 2010 \| 3 126 000 \| \| 2017 \| 4 216 000 \| \| 2023 \| 3 945 000 \| |           |
| 1950 | 392 000   |
| 1960 | 519 000   |
| 1970 | 729 000   |
| 1980 | 1 175 000 |
| 1990 | 1 791 000 |
| 2000 | 2 377 000 |
| 2010 | 3 126 000 |
| 2017 | 4 216 000 |
| 2023 | 3 945 000 |

### Groupes ethniques
Groupes ethniques de Addis Abeba (2007)
- Amharas (47,05 %)
- Oromos (19,51 %)
- Gouragués (16,34 %)
- Tigréens (6,18 %)
- Siltes (2,94 %)
- Gamos (1,68 %)
- Autres (6,3 %)

La langue principale est l'amharique, parlée par au moins 80 % de la population de la capitale[réf. nécessaire]. La seconde langue est l'oromo, qui cohabite avec une cinquantaine de langues et dialectes des habitants issus des autres provinces du pays. L'anglais est très courant pour le secteur du tourisme, et est souvent une langue utilisée dans l'administration. L'arabe est l'autre langue étrangère utilisée pour le commerce, et les échanges internationaux.

## Éducation
La capitale regroupe de nombreuses écoles primaires, secondaires ainsi que des universités.

### Écoles
- L'école catholique de la cathédrale de Lideta
- Le lycée franco-éthiopien Guébré-Mariam
- La General Wingate School

### Universités

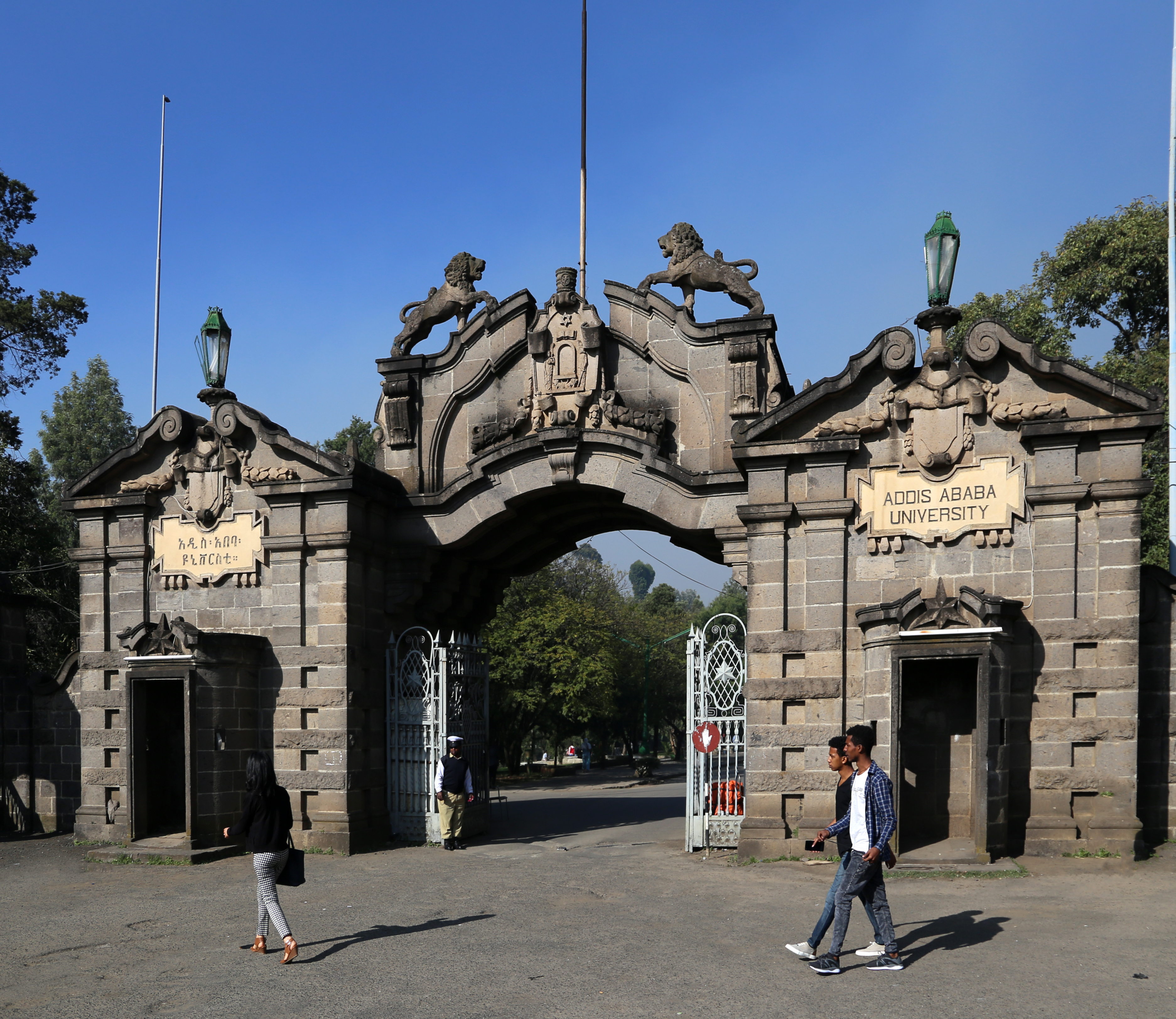
Entrée de l'université d'Addis-Abeba, l'ancien palais Guenete Leul, près de Siddist Kilo.

- L'université d'Addis-Abeba, installée dans un ancien palais d'Haïlé Sélassié Ier (Le'ul Genet, « paradis du Prince ») depuis les années 1970, et différents instituts étrangers, dont le Centre français des études éthiopiennes et un Goethe-Institut[25]
- L'Unity University College (en)

## Économie

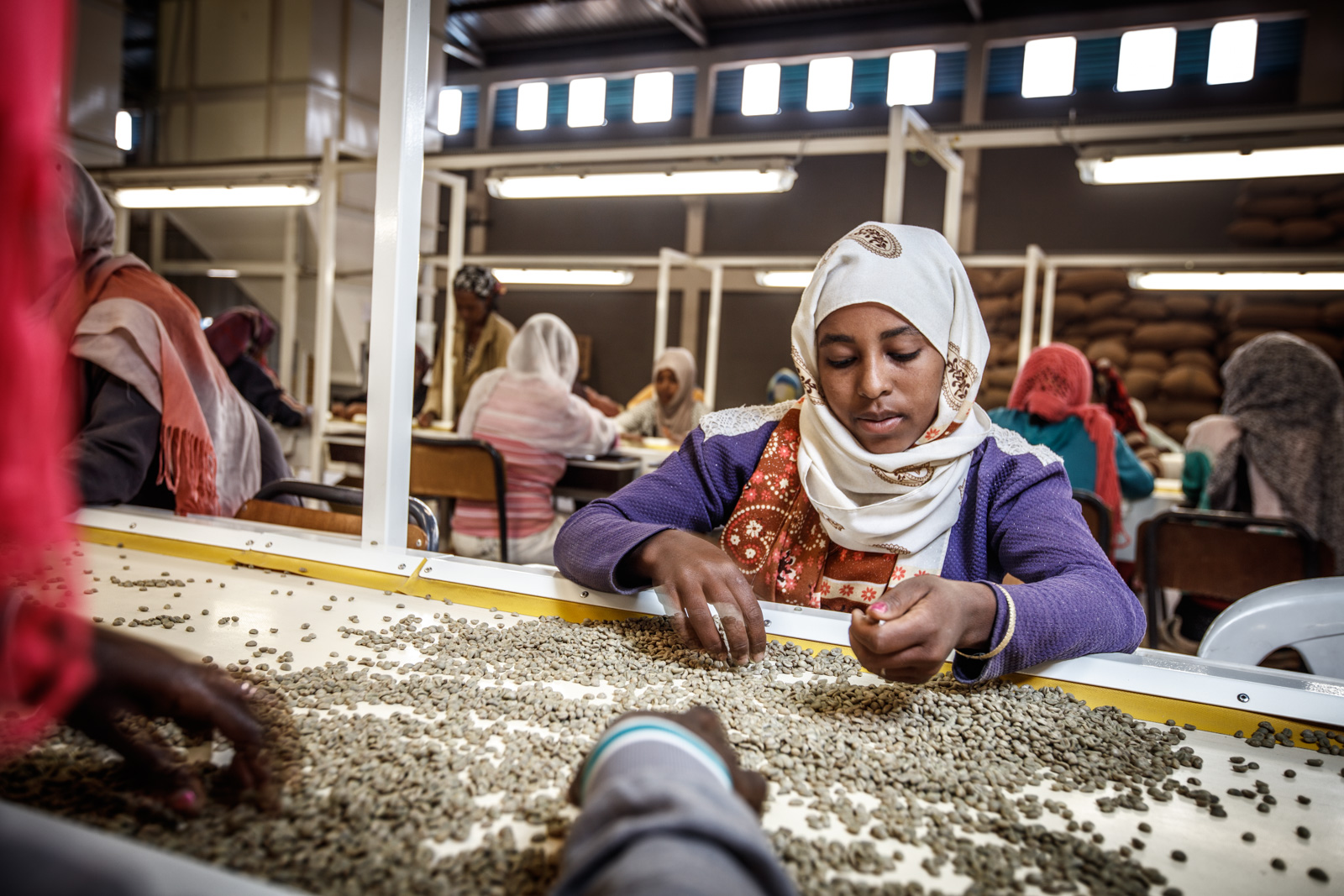
Coopérative de café.

### Services
Depuis 2018, la capitale éthiopienne accueille la première centrale d’incinération africaine et valorise quotidiennement 1 400 tonnes de déchets. Elle pourrait alimenter dans le futur  la moitié de la ville en électricité.

### Transports

#### Transport routier
La vallée du Grand Rift, en direction du sud, est facilement accessible, grâce à une route goudronnée qui mène notamment à Shashamané et jusqu'au Kenya.

#### Aéroport

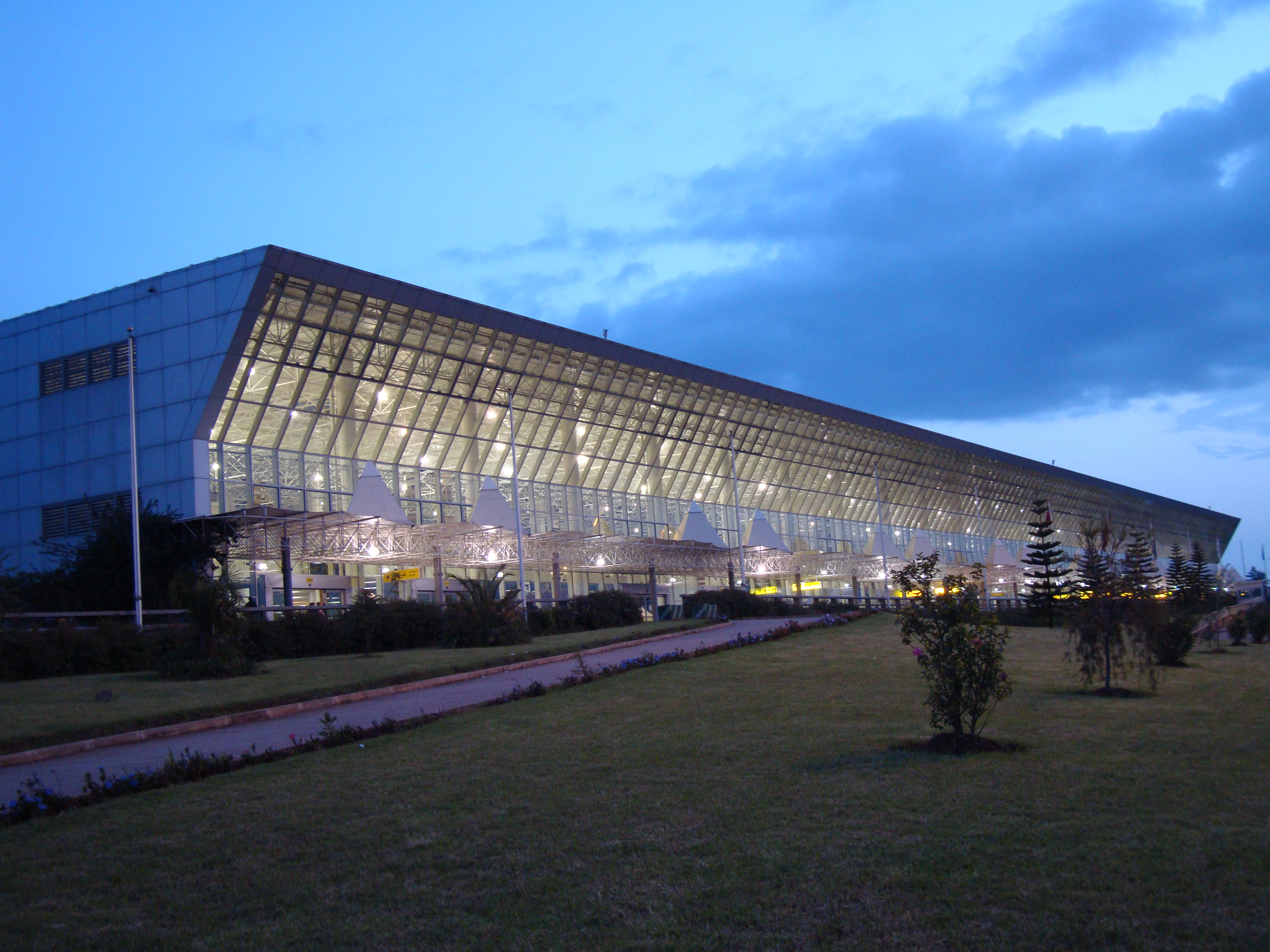
Aéroport international de Bole, hub aéroportuaire.

La ville est reliée par le transport aérien avec l'aéroport international de Bole situé à moins de 10 km au sud du centre-ville.
Depuis 2003, celui-ci a été réaménagé et joue un rôle de hub aéroportuaire entre l'Afrique de l'Est (région des Grands Lacs, Kenya, Tanzanie), l'Asie et l'Europe. La compagnie aérienne Ethiopian en a fait son aéroport d'attache et y a établi ses ateliers.

#### Train
Addis-Abeba est reliée depuis 1917 à Djibouti, sur la mer Rouge, par une voie ferrée construite par des compagnies françaises à partir de la fin des années 1890. Exploitée par la Compagnie du chemin de fer djibouto-éthiopien depuis 1981, la ligne n'est plus utilisée depuis 2010, et la gare ferroviaire située en plein centre-ville au bout de l'avenue Churchill, est depuis désaffectée.
Une nouvelle ligne électrifiée, la ligne d'Addis-Abeba à Djibouti, construite à partir de 2012, a été inaugurée le 5 octobre 2016, et dessert la nouvelle gare de Feri-Labu située à une douzaine de kilomètres au sud-ouest du centre-ville de la capitale, près de la ville d'Alem Gena.

#### Transport urbain
Addis-Abeba est la seule ville éthiopienne à disposer d'un réseau d'autobus, géré par la compagnie publique Anbessa City Bus Service Enterprise.
Elle est également la première ville d'Afrique subsaharienne à se doter d'un réseau de métro léger. Celui-ci a été inauguré le 20 septembre 2015, tandis qu'une seconde ligne a été inaugurée en octobre 2015. L'ensemble de ces deux lignes totalise 34 km et 39 stations.

## Religion
Religion à Addis Ababa (2007)
- Orthodoxie (74,6 %)
- Islam (16,2 %)
- P'ent'ay (7,8 %)
- Religions traditionnelles (0,1 %)
- Religion catholique (0,5 %)
- Autres (0,8 %)

Parmi les lieux de culte, il y a principalement des églises et des temples chrétiens : Église orthodoxe éthiopienne, Église évangélique éthiopienne Mekane Yesus (Fédération luthérienne mondiale), Ethiopian Kale Heywet Church, Archéparchie d'Addis-Abeba (Église catholique), Ethiopian Full Gospel Believers' Church. Il y a aussi des mosquées musulmanes.

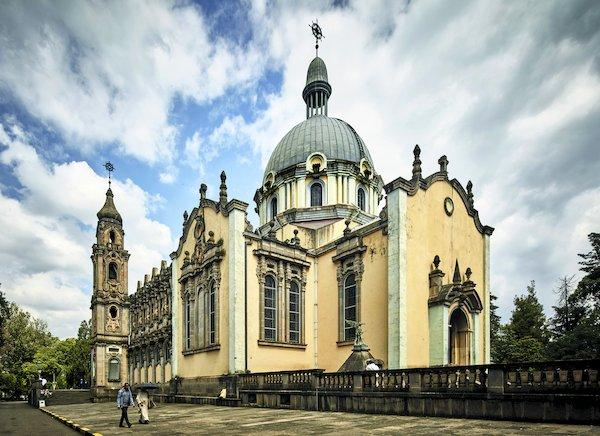
Cathédrale de la Sainte Trinité.
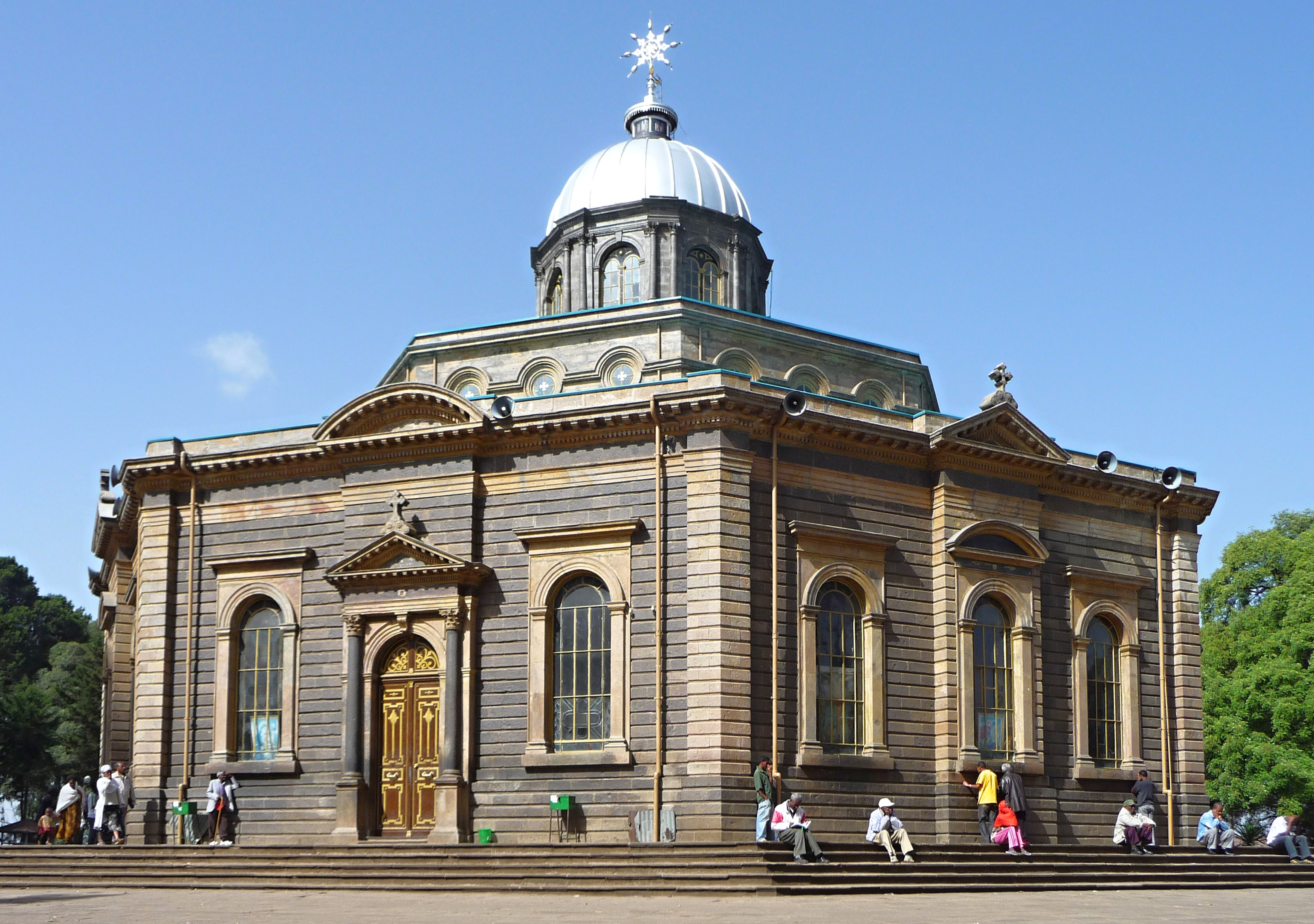
Cathédrale Saint-Georges.
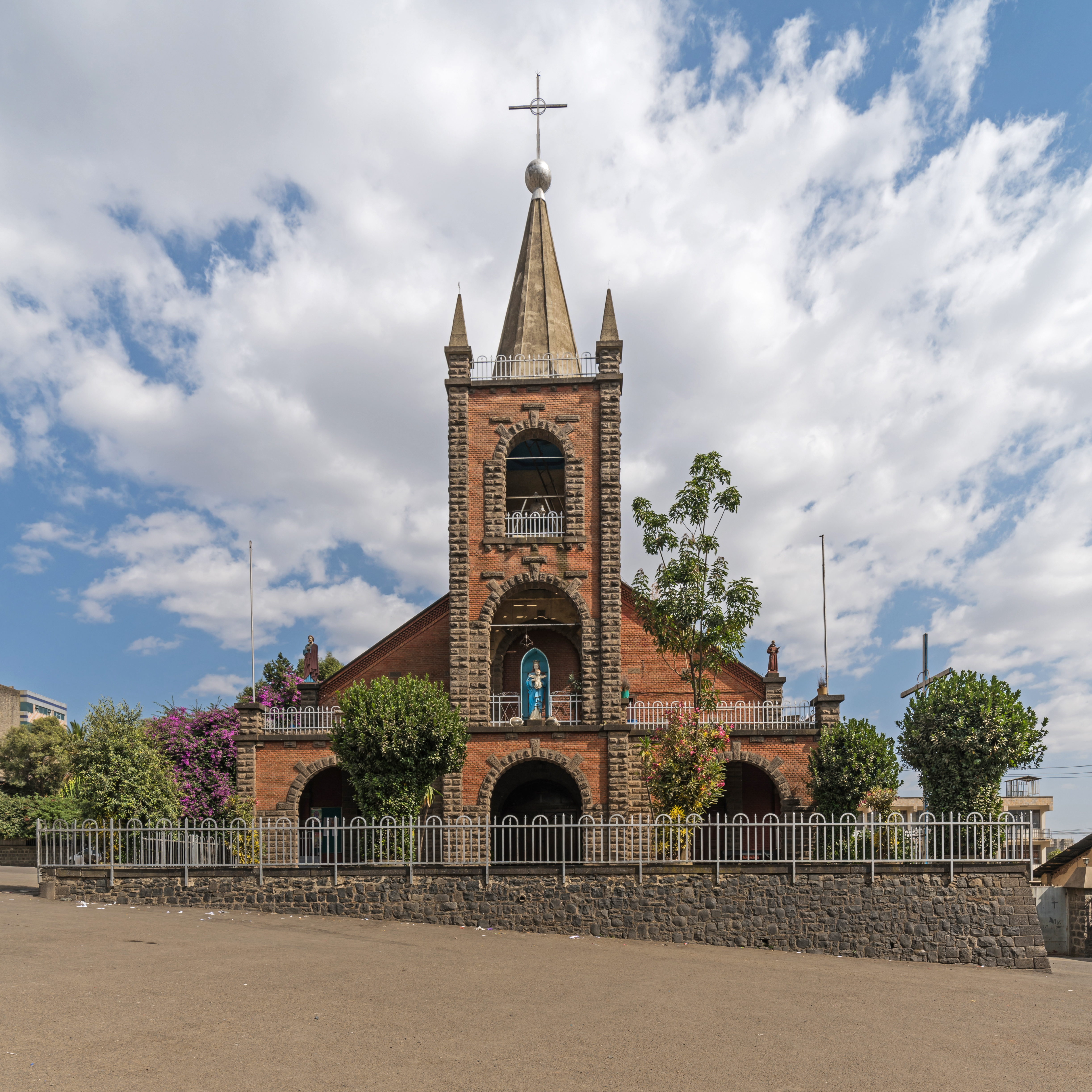
Cathédrale de la nativité.

## Culture

### Musées et monuments

#### Monuments
- Statue équestre de Menelik II dans le quartier Piazza
- Monument du Lion de Judah situé dans le quartier Lagahare
- Colonne du Miyazya 27 commémorant la libération de 1941 (Omédla del, à Arat Kilo)
- Obélisque du Yekatit 12 à Seddest Kilo, en mémoire du martyre de patriotes assassinés durant l'occupation italienne
- Monument Tiglachin

#### Palais
- Palais Guenete Leul
- Palais Ménélik
- Palais national

#### Musées
- Musée national d'Éthiopie
- Musée ethnographique de l'Institut d'Études éthiopiennes[32]
- Musée d'Art moderne
- Museum d'histoire naturelle zoologique[33]

### Instituts culturels et centres universitaires
Le Goethe-Institut et l'institut Confucius sont situés dans le quartier de Seddest Kilo, l'Alliance éthio-française dans le quartier de Piazza, et le Centre français des études éthiopiennes dans quartier de Qebena.

### Médias

#### Presse écrite
Les journaux sont surtout en langue amharique. Il y a aussi des journaux en langue oromo et en anglais. Cependant, vu le niveau de l'analphabétisme, la presse écrite à un lectorat très limité. Le nombre des lecteurs est aussi limité car le prix d'un journal est cher et élevé pour une population qui généralement à de faibles revenus. La presse écrite est surtout lue par l'élite et la classe moyenne. Jusqu'en 1985, il y avait un journal en langue italienne, qui cessa de paraître, vu que son nombre de lecteur devenait de plus en plus faible.

#### Internet
En mars 2015, le débit à Addis-Abeba était de 7,31 Mbit/s en téléchargement (120e position mondiale) et de 8,4 Mbit/s en téléversement (53e position).

### Personnalités liées à la ville
- Haïlé Sélassié Ier : Empereur d'Éthiopie
- Nebila Abdulmelik : féministe éthiopienne.
- Tedros Adhanom Ghebreyesus : ministre des Affaires étrangères éthiopien et directeur général de l'Organisation mondiale de la Santé (OMS).
- Mahmoud Ahmed : chanteur éthiopien.
- Bethlehem Tilahun Alemu : femme d'affaires éthiopienne.
- Reeyot Alemu : journaliste éthiopienne.
- Bella Forsgrén, député finlandaise d'origine éthiopienne née à Addis-Abeba.
- Mulatu Astatke : musicien éthiopien
- Kenenisa Bekele : athlète éthiopien.
- Haile Gebrselassie : athlète éthiopien.
- Liyou Libsekal : poétesse éthiopienne.
- Meskerem Mees : auteure, compositrice, interprète.
- Ellene Mocria : journaliste pionnière de la télévision éthiopienne, née et décédée à Addis-Abeba.
- Saladin Said : footballeur éthiopien.
- Bruktawit Tigabu : productrice de séries éducatives éthiopienne.
- Emahoy Tsegué-Maryam Guèbrou : compositrice et pianiste éthiopienne.
- Hubert Auriol : pilote moto et auto et animateur de télévision français.
- Hanna Lalango, écolière.
- Kedist Deltour : mannequin belgo-éthiopien.
- Lia Tadesse : femme médecin et ministre de la santé.
- Sophia Yilma : femme politique éthiopienne.

## Galerie

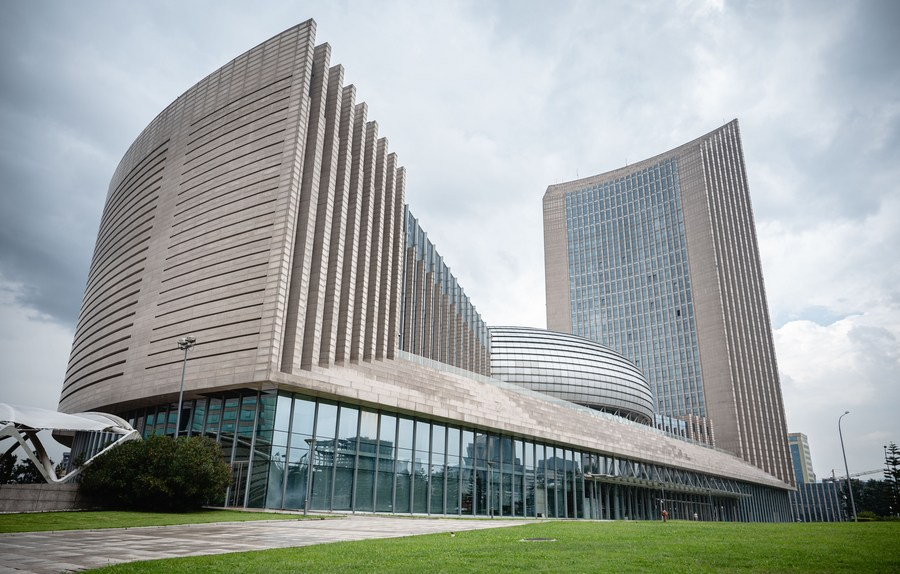
Le siège de l'Union Africaine.
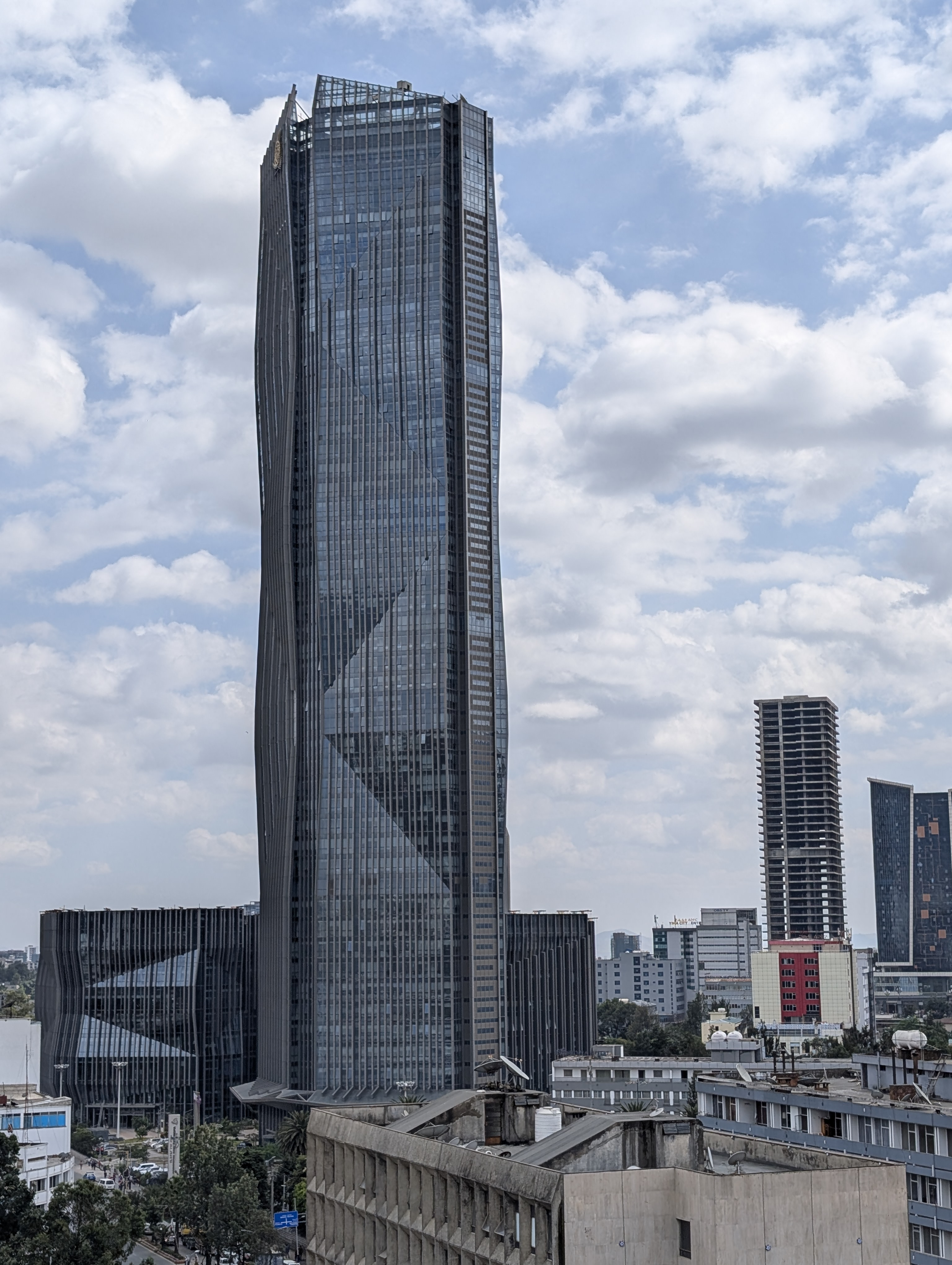
Siège de la banque commerciale d'Éthiopie.
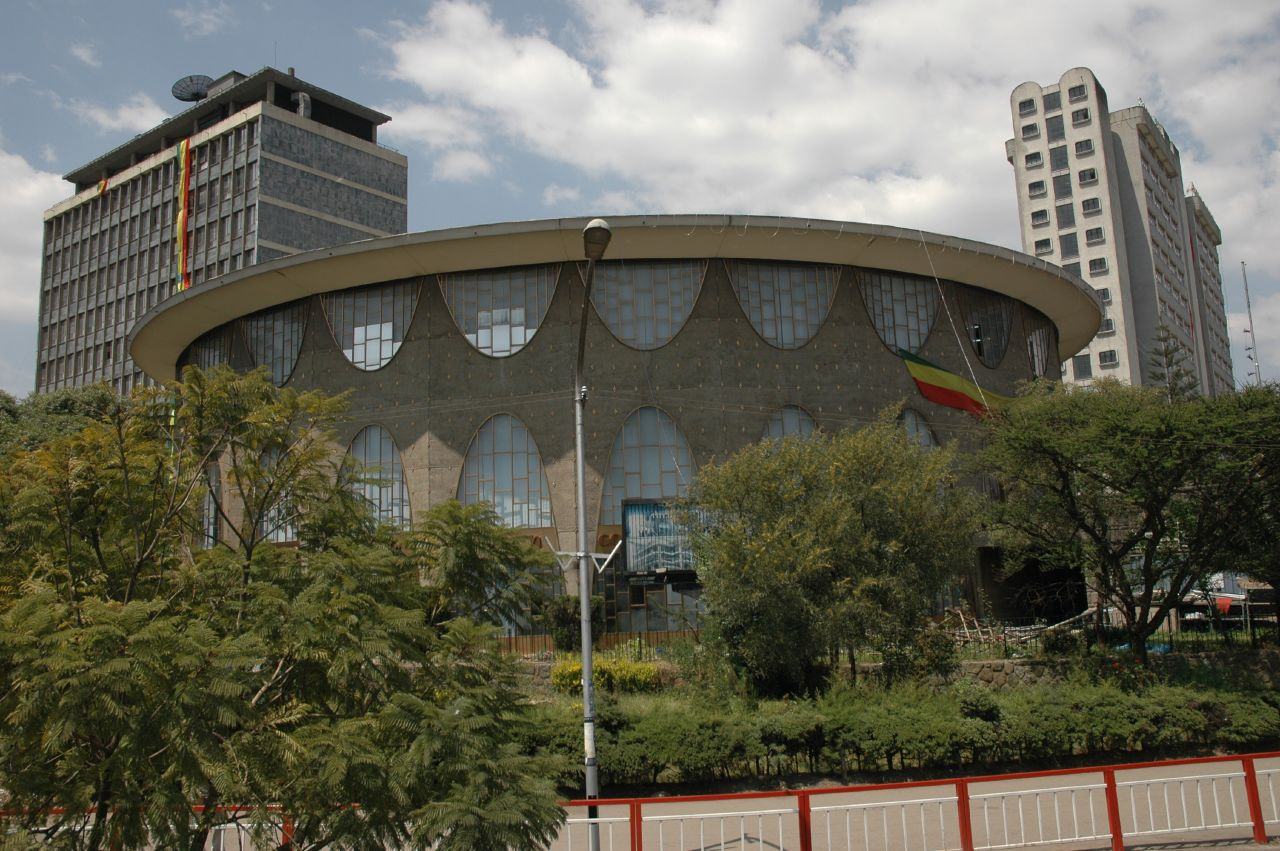
La Banque nationale d'Éthiopie, par l'architecte Henri Chomette.
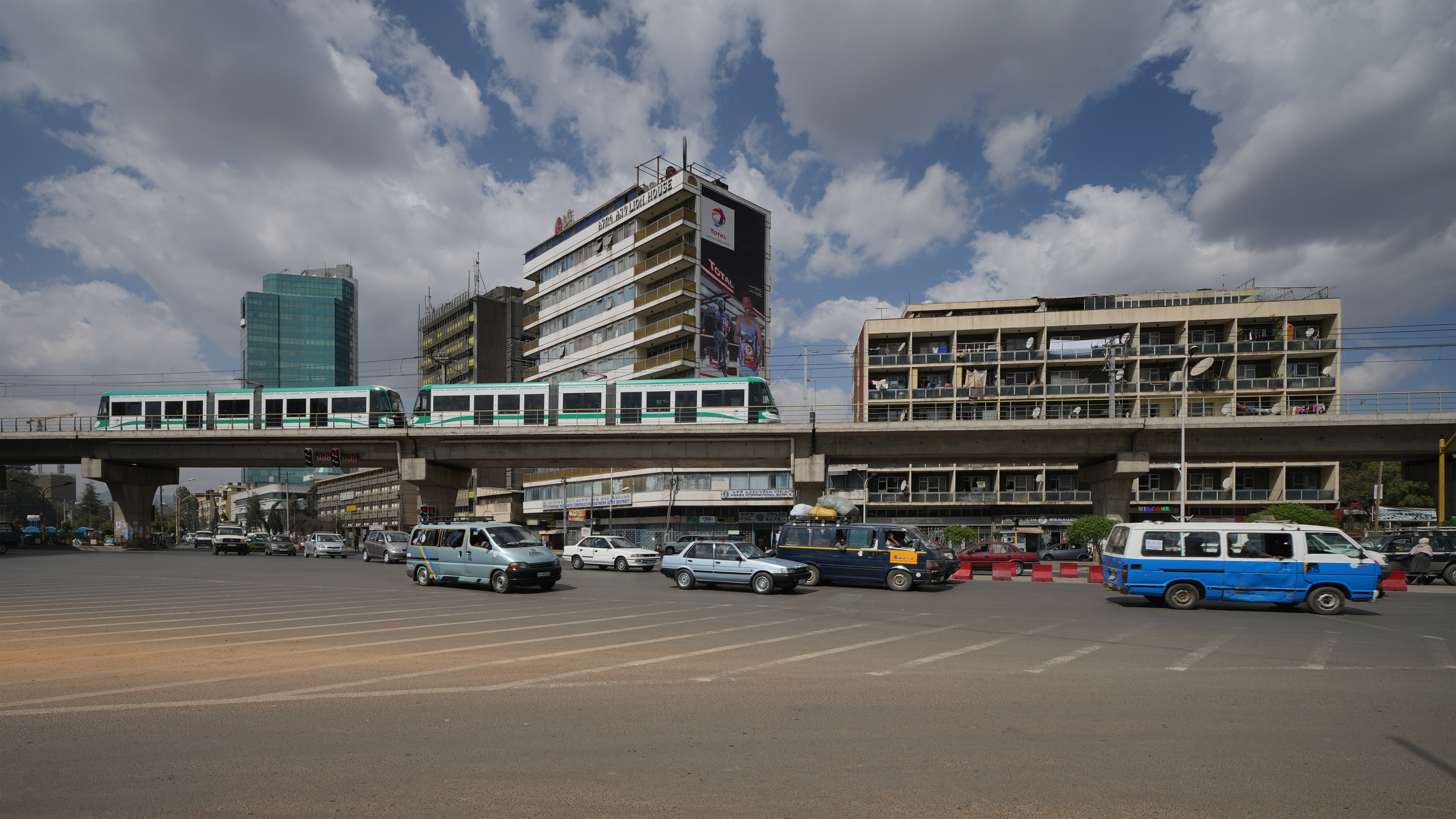
Meskel Square.
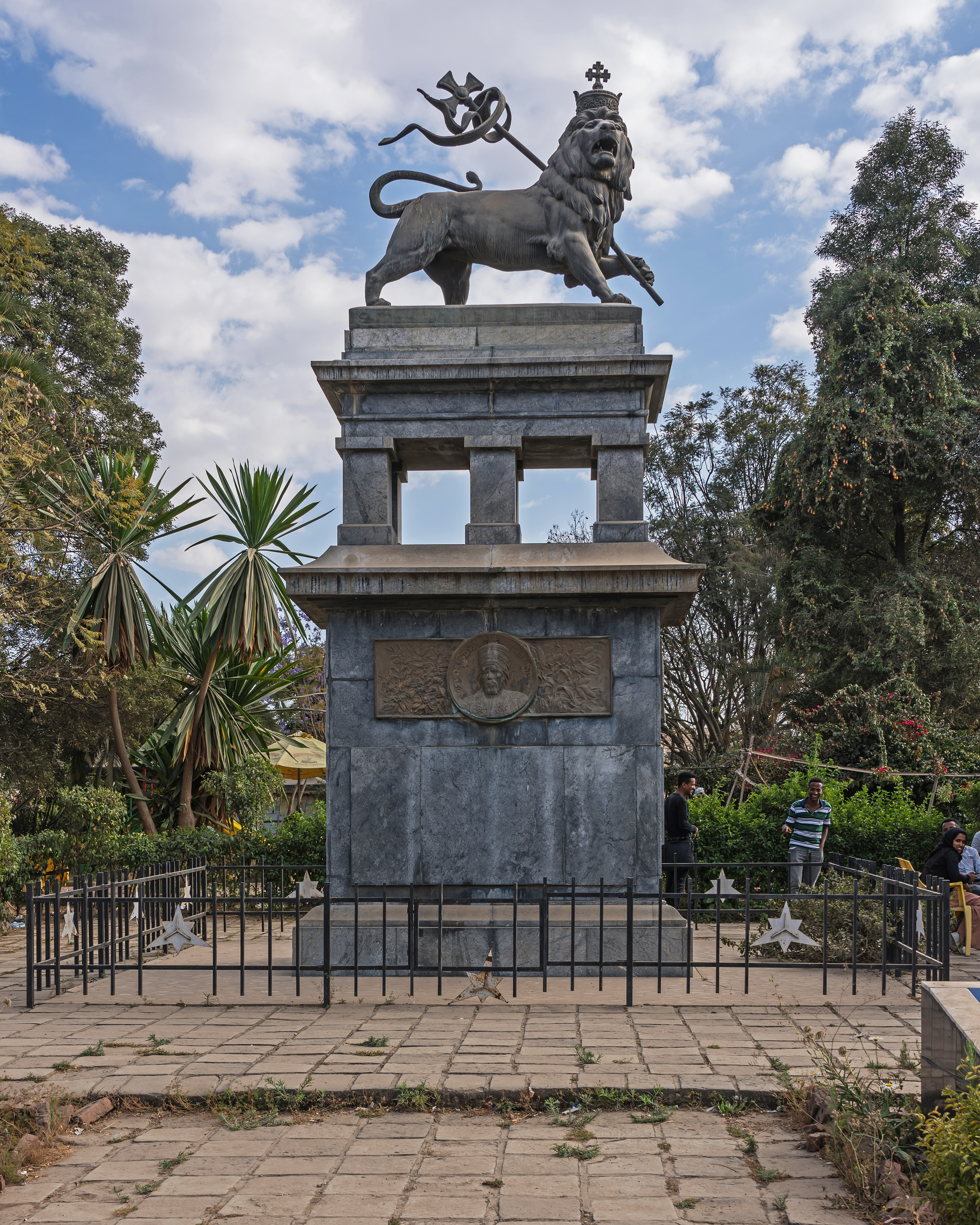
Monument du Lion de Judah
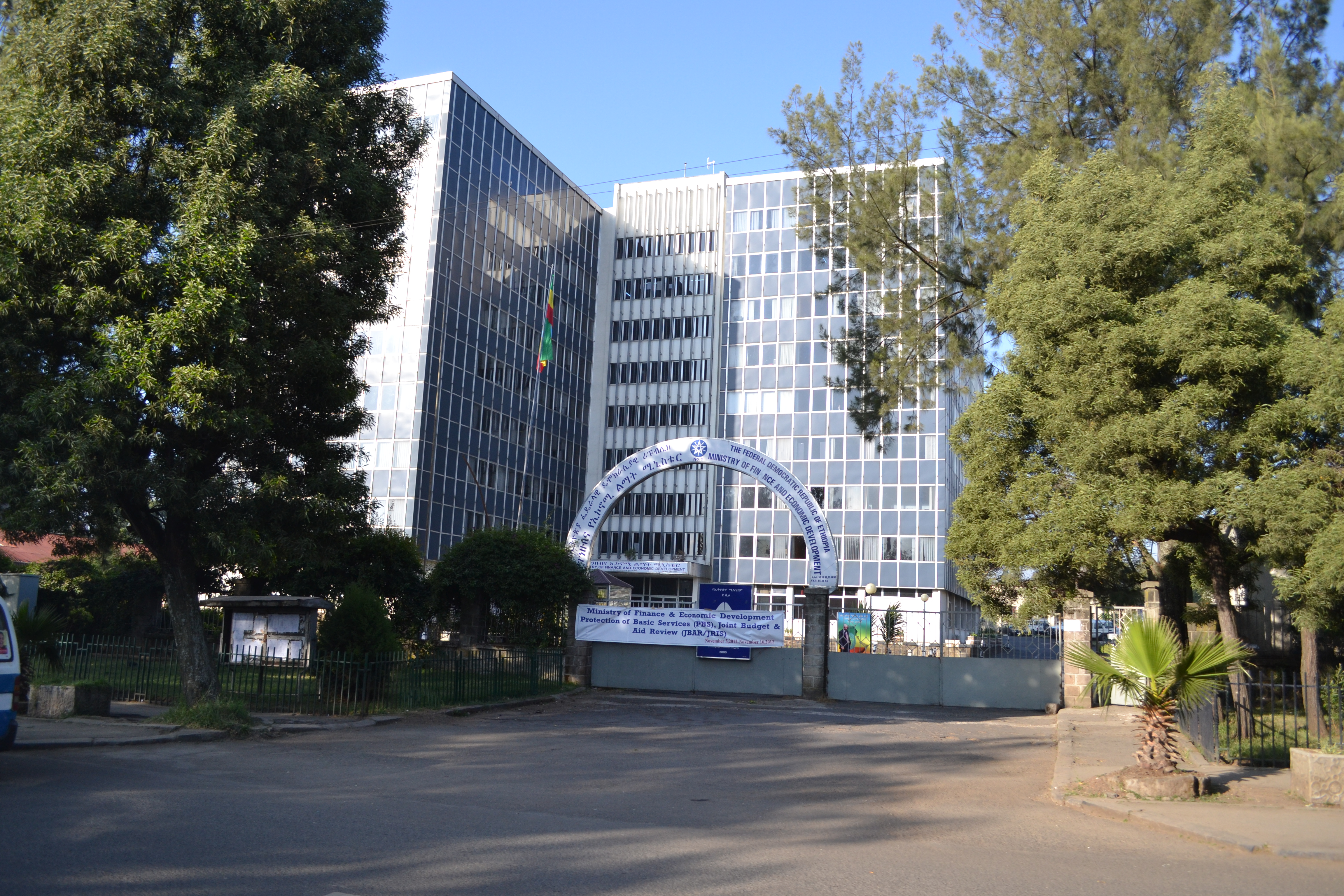
Siège du Ministère fédéral des Finances et du Développement.
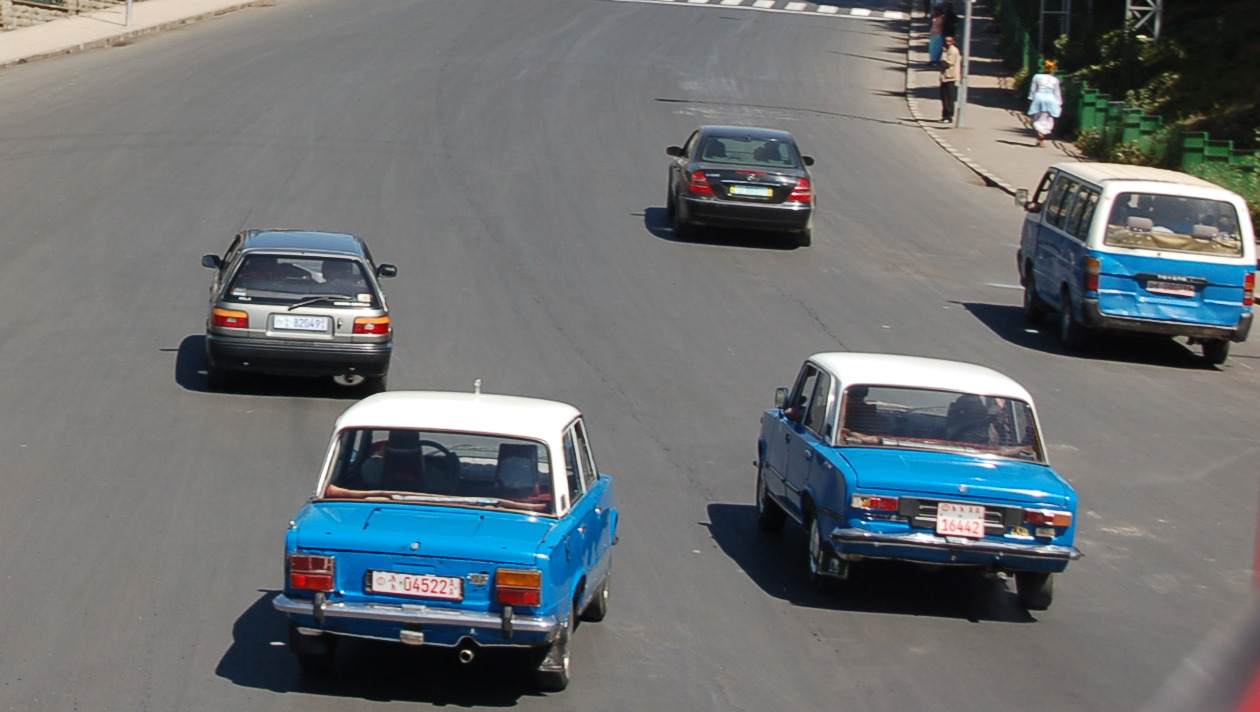
Taxis bleu et blanc d'Addis-Abeba.
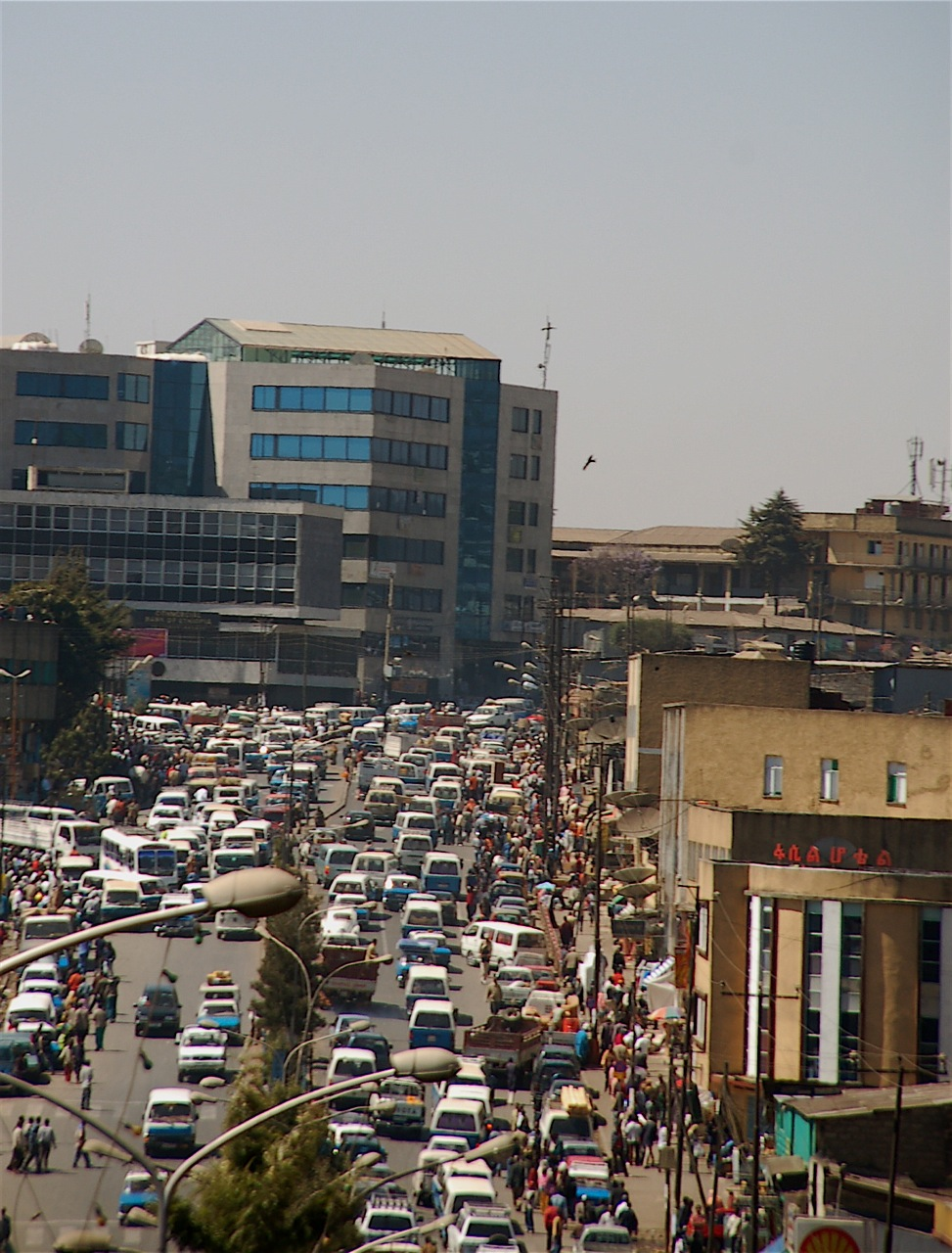
Circulation dense dans une rue de la ville.
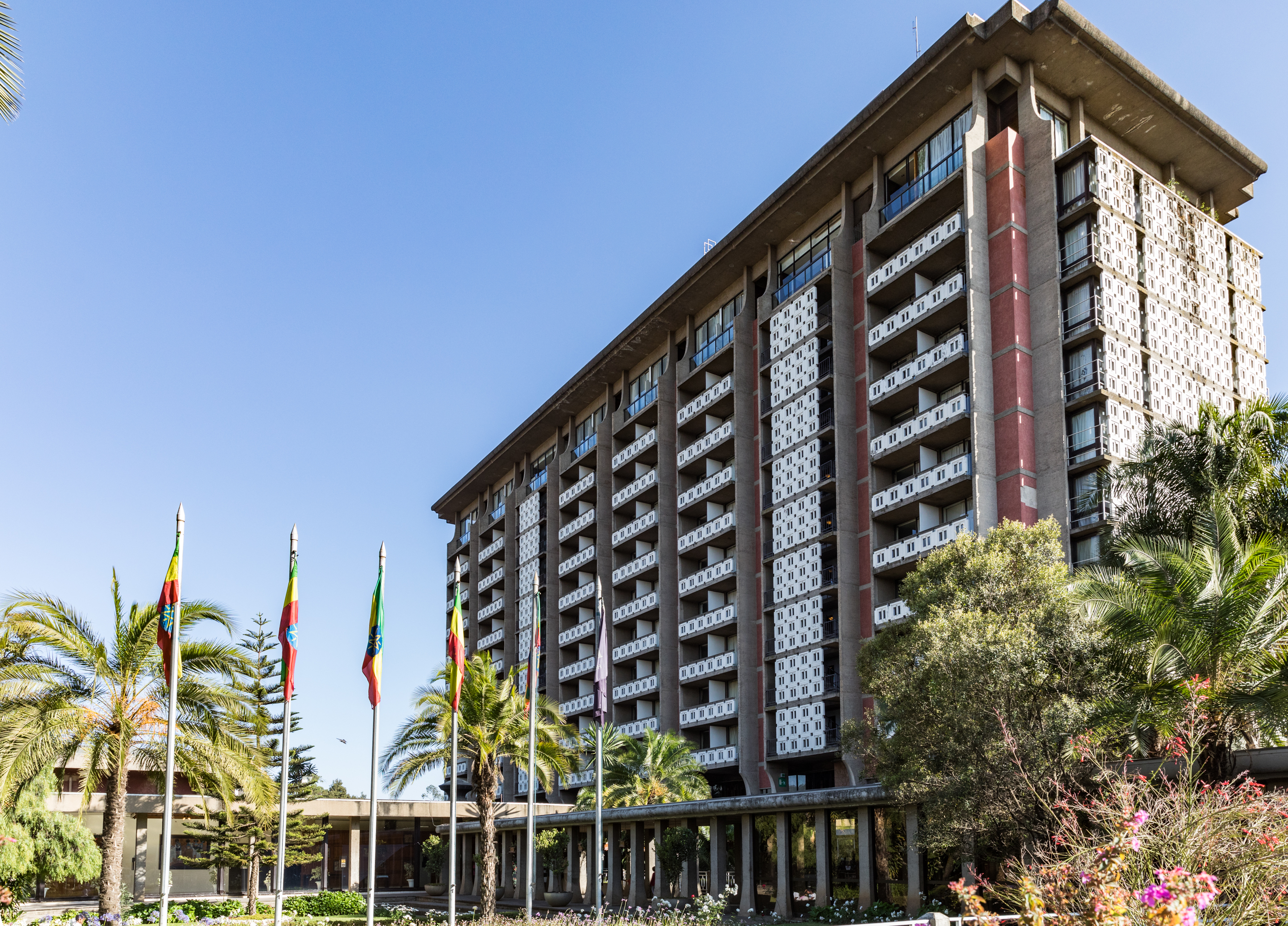
Hôtel Hilton.